# Durham (hrabstwo w Anglii)
Durham (County Durham) – hrabstwo ceremonialne i historyczne w północno-wschodniej Anglii, w regionie North East England, położone nad Morzem Północnym.
Powierzchnia hrabstwa wynosi 2721 km², a liczba ludności – 902 400. Historyczną stolicą i jedynym miastem o statusie city jest Durham. Innymi głównymi miastami na terenie hrabstwa są Darlington, Hartlepool, Stockton-on-Tees, Chester-le-Street oraz Billingham.
Wschodnia, nadmorska część hrabstwa Durham jest nizinna, natomiast przez zachodnią przebiega pasmo Gór Pennińskich. Ludność skoncentrowana jest głównie na wschodzie, a największe ośrodki miejskie zlokalizowane są na południowym wschodzie, w dolinie rzeki Tees (Tees Valley).
Na północnym wschodzie Durham graniczy z hrabstwem Tyne and Wear, na północnym zachodzie z Northumberland, na zachodzie z Kumbrią a na południu z North Yorkshire.

## Podział administracyjny

### Obecny
W skład hrabstwa ceremonialnego wchodzą cztery jednostki administracyjne typu unitary authority.
1. County Durham
2. Hartlepool
3. Darlington
4. Stockton-on-Tees (część leżąca na północ od rzeki Tees)

### Do 2009

Podział administracyjny hrabstwa Durham do 2009 roku

Przed reformą administracyjną przeprowadzoną w 2009 roku Durham pełniło funkcję administracyjną jako hrabstwo niemetropolitalne, w którego skład wchodziło siedem dystryktów. Jako hrabstwo ceremonialne Durham obejmowało dodatkowo trzy jednostki typu unitary authority.
1. Durham
2. Easington
3. Sedgefield
4. Teesdale
5. Wear Valley
6. Derwentside
7. Chester-le-Street
8. Hartlepool (unitary authority)
9. Darlington (unitary authority)
10. Stockton-on-Tees (unitary authority, część leżąca na północ od rzeki Tees)